# Motor electric de curent continuu
Motorul electric de curent continuu (cu perii) este un motor electric cu comutație internă care este alimentat de la  o sursă de curent continuu.

## Motor bipolar
| |                           | |                   |
| Reprezentare de principiu al motorului. Când înfășurarea rotorului este alimentată, în jurul lui se generează un câmp magnetic (poziție relativă a polilor magnetici, de la stânga spre dreapta: N-NS-S). Polul nord al rotorului e respins de polul nord al statorului spre dreapta și e atras de polul sud al statorului (din dreapta), producând un cuplu mecanic motor care întreține mișcarea de rotație. | Rotorul continuă rotația. | Când rotorul este (ajunge) în poziție orizontală (poziție relativă a polilor N-SN-S), colectorul electric de comutare al sensului curentului continuu inversează sensul curentului prin înfășurarea rotorului, inversând polii câmpului magnetic produs de rotor, se ajunge astfel la poziția relativă a polilor magnetici "N-NS-S" și procesul continuă conform figurii (și explicației de sub figură) din stânga paginii. | Procesul se reia. |